# Robert Knebl
Robert Knebl (* 17. února 1979 Znojmo Česká republika) je český sociální pedagog a sociální pracovník. Působí jako lektor, externí konzultant, streetworker a metodik nízkoprahových sociálních služeb.

## Život
Po ukončení základní školy Mládeže ve Znojmě absolvoval Střední pedagogickou školu a Gymnázium také ve Znojmě, obor výchovná a humanitární činnost. V roce 2001 začal pracovat jako terénní sociální pracovník a lektor „Komplexního programu primární prevence“ města při Kontaktním centru „Netopeer“. Při zaměstnání vystudoval na Univerzitě Tomáše Bati ve Zlíně bakalářské obor sociální pedagogika. Magisterské studium v oboru sociální pedagogika absolvoval na Institutu mezioborových studií v Brně (2009–2012).
V pomáhajících profesích působil například jako vedoucí nízkoprahových zařízení pro děti a mládež v Bystřici nad Pernštejnem, Znojmě a Žďáru nad Sázavou. Byl okresním metodikem prevence ve znojemské pedagogicko-psychologické poradně. Pracoval jako streetworker. Patřil ke spoluzakladatelům znojemského K-centra nebo skateparku v Bystřici nad Pernštejnem. Angažoval se při založení „Maringotky jako prodloužené ruky streetworku“.
Od roku 2007 spolupracuje v Diecézní charitě Brno jako sociální pracovník. V roce 2021 začal pracovat jako vedoucí znojemského nízkoprahového zařízení pro děti a mládež – Klubu Coolna.
Spolupodílel se na prvním dokumentárním filmu České televize ve spolupráci s Českou asociací streetwork o mládeži, která využívá služeb nízkoprahového zařízení pro děti a mládež , s názvem Čekárna na dospělost.

### Ocenění
- 2009 – individuální ocenění – výroční cena Časovaná bota udělena Českou asociací streetwork v kategorii „Osobnost roku“ za výrazný přínos v oblasti nízkoprahových sociálních služeb[1]
- 2009 – týmové ocenění – se svými kolegy získal od České asociace streetwort čestné uznání v kategorii „Tým roku“
- 2012 – týmové ocenění – se svými kolegy získal od České asociace streetwort čestné uznání v kategorii „Tým roku“
- 2012 – ocenění „Skokan roku“ uděleno Českou asociací streetwork
- 2018–2019 patřil k semifinalistúm ocenění Gratias „Buďme profi“[7], uděluje Ministerstvo práce a sociálních věcí
- 2019 – individuální ocenění – Národní cena „Pečovatel roku“ v kategorii Sociální pracovník, uděluje Asociace poskytovatelů sociálních služeb ČR a Diakonie Českobratrské církve evangelické[8]
- 2020 – Cena města Znojma – ocenění za významný a dlouhodobý přínos a šíření dobrého jména města[9]
- 2021 – sociální pracovník roku v kategorii Sociální služby – uznání Gratias, uděluje Ministerstvo práce a sociálních věcí[2]

Stal se držitelem všech individuálních profesních cen a dne 29. března 2021 byl zapsán do Knihy českých rekordů jako nejoceňovanější sociální pracovník v Česku.

### Autostop
S autostopem začínal podle vlastních slov s kamarádem v době středoškolských studií. První cesta stopem byla do Krušných Hor. V roce 2018 se již podruhé zúčastnil Mistrovství České republiky v autostopu ve smíšené posádce. V roce 2023 skončil na druhém místě zimního závodu Mistrovství České republiky v autostopu společně s Emilem Pattou.